# 바르보우로펠리스
바르보우로펠리스속(Barbourofelis)은 마이오세 동안에 북아메리카에서 서식했던 바르보우로펠리스과에 속하는 검치호랑이 속이다. 가장 마지막까지 생존하여 고양이과 검치호랑이와 경쟁한 원시고양이과 검치호랑이로, 체구는 사자 정도 크기였다. 엄청난 크기의 검치가 특징적으로, 원시고양이과에서 가장 길다. 이렇게 긴 검치를 사용하기 위해서는 턱을 크게 벌려야 하는데, 바보우로펠리스는 턱을 110° 정도까지 벌릴 수 있었던 것으로 추측된다. 하악골의 검치가 놓이는 부위는 깊게 함몰되어 있고 하악익도 검치만큼 길다.